# 嘘松
嘘松（うそまつ）とは、Twitter （現・X）などのSNSに投稿された真偽不明で嘘や誇張まじりの話、またはその投稿者を指すインターネット・ミームである。

## 起源
この名称は、2015年10月から放映されたアニメ『おそ松さん』のアイコンをしていた、あるTwitterユーザーの同年11月23日の投稿に由来する。
J-CASTニュースやAll Aboutは、「嘘松」というインターネット・ミームが広まったのは2016年頃だとしている。一説によると、非現実的な「目撃談」をTwitter上で発信した人物がいて、そのアカウントが『おそ松さん』のファンだったことから「嘘松」という表現が誕生したのだという。こうした情報を発信しがちな利用者が本当に『おそ松さん』のアイコンを使用していたとか、『おそ松さん』アイコンを好むという印象、によってこうしたミームが誕生したともいう。
やがて、あまりにもエキセントリックでいかにも作り話っぽかったり、真偽が定かでなかったり、明らかに大きな誇張があるような、多くの人からみて到底信じられないようなエピソードを、実話や体験談・目撃談として発信する利用者や、その発信そのものを「嘘松」と呼ぶようになった。J-CASTニュースが実施したアンケートでは、「嘘松を何度も目撃したことがある」との回答が全173票のうち73パーセントにのぼったという。

## 特徴
「嘘松」が発信する「体験談」には、しばしばドラマ風の台詞や人物が登場する。こうした情報はしばしば「知人から聞いた話」や「立ち聞きした話」になっていて、「あまりにできすぎた」話であるにもかかわらず、確実に嘘だと断定することが難しい。

### 分類
- 「イケメンの萌え言動に悶絶」（腐女子系）[4]
- 「マニアックな趣味を肯定される」（オタク系）[4]
- 「横暴な人物を正論で懲罰」（スカッと系）[4]
- 「家族の感動・爆笑エピソード」（家族系）[4]

### 傾向
- 一文で一気に事の顛末を書き切る[6]
- 登場人物のわかりやすいキャラ化[6]
- 電車や学校、マックなどが舞台[6]
- 心の中でツッコミ入れる[6]
- 文末で急にオチをつける[6]

### キーワード
- 電車内[4]
- 女子高生[4][7]
- 拍手喝采[4][7]
- 外国人[7]
- 過去の経歴がものすごい老人[7]

### 具体例
2023年アサ芸プラスは、田中みな実の「毎朝シャインマスカット3房」「チョコレート摂取時はキロ単位」「米を1日3合食べる」発言をカロリー的にありえない、嘘松だと報道した。

## 分析
承認欲求が人を「嘘松」に駆り立てる、との指摘がある。ロシアのコンピュータセキュリティ業者カスペルスキーが、世界18か国で行った調査（2017年1月発表）によると、回答者の12パーセントが、SNSで「いいね」をもらうために「実際には行っていない場所に行ったふり/していないことをしたふり」した投稿をすると回答した。
成蹊大学客員教授でITジャーナリストの高橋暁子は、注目を浴びるために「嘘松」が発信した「嘘」「妄想」「デマ」に「騙された」利用者は、「嘘松」に不快の念を抱くことがあるという。
フリーライターの井上トシユキは、「話を『盛る』ということは日本のネット文化の、ある意味『基本』なんです」と指摘する。井上によれば、古くはプロレス、最近ではユーチューバーなどもこうした文化の影響下にあり、嘘とわかっていながら話にのっかったり、それにツッコミをいれたりしながら、観客としてそれらを受け入れる楽しみ方があるのだという。

## 類似・関連表現
- エアプ - 2017年にガジェット通信による「ネット流行語大賞」にノミネートされたスラング。実際には経験がないのに、聞きかじった話を基にして知ったかぶりをする行為やその人を指すスラング。もともとは「エアプレイ」の略で、ゲームをプレイしていないのにプレイしたかのような話をするものを指していた[10]。
- 誇張しのぶ - 『鬼滅の刃』に登場するキャラクター「胡蝶しのぶ」の名前をもじったもの[7]。
- And Then The Whole Bus Clapped（するとバスの乗客が全員拍手喝采した） - 英語圏のSNSで見られる嘘松的な投稿を指す言葉[11]。